# Kolyttos
Kolyttos (altgriechisch Κόλυττος Kólyttos) ist eine Gestalt der griechischen Mythologie.
Er war der Namensgeber eines Stadtteils im antiken Athen, für welchen ebenso verschiedene Betonungs- und Schreibweisen überliefert sind (Κολυττός, Κολλυτός).
Als Herakles einst bei Kolyttos einkehrte, wurde er gastlich aufgenommen und gewann dessen Sohn Diomos lieb, nach welchem später der angrenzende Athener Stadtteil Diomeia benannt wurde.